# Microsoft Tinker
Tinker е логическа компютърна игра с 60 нива. В нея играчът контролира робот, преминавайки през различни лабиринти и препятствия. Излиза на 23 септември 2008 г. като част от пакета Windows Ultimate Extras.

## Геймплей
Tinker е пространствена логическа игра. Играчът трябва да изведе робот до крайна точка, като за да стигне дотам трябва да се местят обекти, да се дърпат ръчки и да преодолява препятствия. Полето на играта е под формата на квадрат и е тип шахматна дъска. На робота се дават ограничен брой ходове, който може да направи, преди енергията му да свърши, така че играчът трябва да преведе робота през изпитанията без да изразходва ходовете преди това. Всяко действие на робота се приема като ход (например преминаване към друго квадратче в полето, дърпане на ръчка или просто обръщане на друга страна), така че играчът трябва внимателно да преценява всеки ход. Играчът може да възстанови енергията на робота като събира батерии, като по този начин увеличава и броя на ходовете си. Звезда може да се получи, когато играчът завърши нивото за определено време, с определено количество енергия и като е събрал всички зъбчати колела от нивото. Игралното поле е осеяно с препятствия и подвижни предмети, които могат да помогнат, но и да наранят робота. Ръчките могат да се активират при различни пбстоятелства — при дърпане с ръка, с помощта на някаква тежест или когато е бутнат определен блок от полето. Тези ръчки активират различни ефекти, като отваряне и затваряне на врати, активиране на магнит или лазер. Има и места за телепортация, от където могат да преместват обекти или самия робот до други местоположения на картата. Роботът е уязвим за удар от лазерен лъч, падане от височина, по-голяма от два блока и свършване на енергията. По броя останали ходове, събраните обекти и времето определят броят точки за ниво.
|  | Тази страница частично или изцяло представлява превод на страницата Microsoft Tinker в Уикипедия на английски. Оригиналният текст, както и този превод, са защитени от Лиценза „Криейтив Комънс – Признание – Споделяне на споделеното“, а за съдържание, създадено преди юни 2009 година – от Лиценза за свободна документация на ГНУ. Прегледайте историята на редакциите на оригиналната страница, както и на преводната страница, за да видите списъка на съавторите. ВАЖНО: Този шаблон се отнася единствено до авторските права върху съдържанието на статията. Добавянето му не отменя изискването да се посочват конкретни източници на твърденията, които да бъдат благонадеждни. |